# Norrlandsfamn
Norrlandsfamn är ett gammalt längdmått som motsvarade 31/2 alnar = 7 svenska fot = 2,078 328 m och var således något längre än en famn som var 3 alnar eller 6 svenska fot.